# Statistiche e record della Carrarese Calcio 1908
Nella presente pagina sono riportate le statistiche nonché record riguardanti la Carrarese Calcio 1908, società calcistica italiana con sede a Carrara.

## Statistiche di squadra

### Campionati nazionali
| Livello | Categoria                                   | Partecipazioni | Debutto   | Ultima stagione | Totale |
| ------- | ------------------------------------------- | -------------- | --------- | --------------- | ------ |
| 2º      | Prima Divisione                             | 2              | 1927-1928 | 1928-1929       | 4      |
| 2º      | Serie B                                     | 2              | 1946-1947 | 1947-1948       | 4      |
| 3º      | Seconda Divisione                           | 1              | 1926-1927 | 1926-1927       | 46     |
| 3º      | Prima Divisione                             | 6              | 1929-1930 | 1934-1935       | 46     |
| 3º      | Serie C                                     | 16             | 1936-1937 | 1967-1968       | 46     |
| 3º      | Serie C1                                    | 19             | 1982-1983 | 2002-2003       | 46     |
| 3º      | Lega Pro Prima Divisione                    | 3              | 2011-2012 | 2013-2014       | 46     |
| 3º      | Lega Pro                                    | 1              | 2014-2015 | 2014-2015       | 46     |
| 4º      | Promozione                                  | 1              | 1951-1952 | 1951-1952       | 32     |
| 4º      | IV Serie                                    | 3              | 1952-1953 | 1956-1957       | 32     |
| 4º      | Campionato Interregionale - Prima Categoria | 1              | 1957-1958 | 1957-1958       | 32     |
| 4º      | Campionato Interregionale                   | 1              | 1958-1959 | 1958-1959       | 32     |
| 4º      | Serie D                                     | 12             | 1959-1960 | 1977-1978       | 32     |
| 4º      | Serie C2                                    | 11             | 1978-1979 | 2007-2008       | 32     |
| 4º      | Lega Pro Seconda Divisione                  | 3              | 2008-2009 | 2010-2011       | 32     |

La Carrarese ha disputato complessivamente 82 stagioni a livello nazionale. Ai sensi delle NOIF della FIGC in tema di tradizione sportiva cittadina, sono considerate professionistiche le 65 annate trascorse in Serie B, C, C1, C2 e Lega Pro.

### Campionati regionali
| Livello | Categoria       | Partecipazioni | Debutto   | Ultima stagione | Totale |
| ------- | --------------- | -------------- | --------- | --------------- | ------ |
| 1º      | Prima Divisione | 3              | 1935-1936 | 1938-1939       | 5      |
| 1º      | Prima Categoria | 2              | 1960-1961 | 1961-1962       | 5      |

I dati sono parziali e relativi ai campionati successivi alla stagione 1926-27, anno in cui entra in vigore la ristrutturazione dei campionati secondo la cosiddetta Carta di Viareggio.

### Bilancio complessivo
Di seguito il bilancio della Carrarese nei vari campionati nazionali disputati.
| Serie                  | Partite | Vinte | Pareggiate | Perse |
| ---------------------- | ------- | ----- | ---------- | ----- |
| Serie B                | 76      | 21    | 21         | 34    |
| Prima Divisione/C1     | 1299    | 396   | 422        | 481   |
| Seconda Divisione/C2/D | 1110    | 422   | 380        | 308   |
| Play-out C1            | 2       | 0     | 2          | 0     |
| Play-out C2            | 2       | 1     | 0          | 1     |
| TOTALE                 | 2489    | 840   | 825        | 824   |

## Statistiche individuali

### I migliori realizzatori
Di seguito i calciatori con il rapporto partite giocate/gol realizzati migliore.
| Campionato | Giocatore  | Gol realizzati | Partite giocate | Media |
| ---------- | ---------- | -------------- | --------------- | ----- |
| 1925-1926  | Sbrana     | 21             | 18              | 1,17  |
| 1925-1926  | Konyor     | 18             | 18              | 1,00  |
| 1926-1927  | Bertini    | 12             | 13              | 0,92  |
| 1938-1939  | Battistini | 11             | 13              | 0,85  |
| 1969-1970  | Carminati  | 24             | 31              | 0,77  |
| 1935-1936  | Lanzone    | 13             | 17              | 0,76  |
| 1940-1941  | Simonelli  | 15             | 20              | 0,75  |
| 1977-1978  | Cacciatori | 25             | 34              | 0,74  |
| 1924-1925  | Konyor     | 12             | 17              | 0,71  |
| 1948-1949  | Di Piazza  | 29             | 41              | 0,71  |

### I migliori portieri
Di seguito i portieri con il rapporto partite giocate/reti subite migliore.
| Campionato | Portiere   | Gol subiti | Partite giocate | Media |
| ---------- | ---------- | ---------- | --------------- | ----- |
| 1987-1988  | Pinna      | 13         | 34              | 0,38  |
| 1962-1963  | Bocchini   | 9          | 21              | 0,43  |
| 1980-1981  | Deogratias | 15         | 34              | 0,44  |
| 1981-1982  | Aliboni    | 16         | 34              | 0,47  |
| 1991-1992  | Bizzarri   | 18         | 38              | 0,47  |
| 1973-1974  | Fusani     | 9          | 18              | 0,50  |
| 1956-1957  | Persi      | 16         | 29              | 0,55  |
| 1961-1962  | Mammi      | 15         | 25              | 0,60  |
| 1989-1990  | Mareggini  | 18         | 30              | 0,60  |
| 1996-1997  | Rosin      | 21         | 31              | 0,68  |

### Lista dei capitani
| Calciatore           | Ruolo | Stagioni al club      | Stagioni da capitano      | Presenze | Reti |
| -------------------- | ----- | --------------------- | ------------------------- | -------- | ---- |
| …                    |       |                       |                           |          |      |
| Giorgio Figaia       | C     | 1986-1995             | 1991-1992 e 1994-1995 (2) | 220      | 10   |
| Moreno Ferrario      | D     | 1992-1994             | 1992-1994 (2)             | 61       | 2    |
| Matteo Superbi       | C     | 1992-1997             | 1995-1997 (2)             | 154      | 20   |
| Matteo Matteazzi     | C     | 1994-2000             | 1997-2000 (3)             | 179      | 10   |
| Marcello Cottafava   | D     | 1998-2001             | 2000-2001 (1)             | 78       | 3    |
| Alfredo Ottolina     | D     | 2001-2002             | 2001-2002 (1)             | 32       | 0    |
| Pietro Rubino        | C     | 2000-2003             | 2002-2003 (1)             | 60       | 0    |
| Gianpaolo Castorina  | D     | 2003-2004             | 2003-2004 (1)             | 27       | 0    |
| Marcello Koffi Teja  | C     | 2004-2005             | 2004-2005 (1)             | 29       | 4    |
| Matteo Bonatti       | D     | 2003-2006             | 2005-2006 (1)             | 88       | 3    |
| Stefano Pardini      | P     | 1997-2000 e 2006-2007 | 2006-2007 (1)             | 79       | 0    |
| Massimiliano Lazzoni | C     | 2007-2008             | 2007-2008 (1)             | 28       | 1    |
| Manuele Del Nero     | D     | 2006-2010             | 2008-2010 (2)             | 107      | 3    |
| Davide Vaira         | C     | 2008-2010             | 2010 (1)                  | 55       | 0    |
| Alessandro Doga      | C     | 2008-2010             | 2010 (1)                  | 15       | 0    |
| Riccardo Zampagna    | A     | 2010                  | 2010 (1)                  | 10       | 2    |
| Fabrizio Anzalone    | D     | 2010-2012 e 2012-2013 | 2010-2012 (2)             | 66       | 4    |
| Nicola Corrent       | C     | 2010-2013             | 2012-2013 (1)             | 59       | 5    |
| Maikol Benassi       | D     | 2010-2015             | 2013-2015 (2)             | 100      | 2    |
| Marco Cellini        | A     | 2013-2015             | 2015 (1)                  | 58       | 26   |
| Francesco Dettori    | C     | 2013-2014 e 2015-2016 | 2015-2016 (1)             | 60       | 10   |
| Leonardo Massoni     | D     | 2015-2017             | 2016-2017 (1)             | 80       | 0    |
| Marco Marchionni     | C     | 2017-2018             | 2017 (1)                  | 6        | 0    |
| Claudio Coralli      | A     | 2017-2019             | 2017-2019 (2)             | 48       | 11   |
| Francesco Tavano     | A     | 2017-2020             | 2019-2020 (1)             | 79       | 39   |
| Giovanni Foresta     | C     | 2017-2022             | 2020-2022 (2)             | 83       | 0    |
| Simone Della Latta   | C     | 2022-2024             | 2022-2024 (2)             | 67       | 5    |
| Marco Imperiale      | D     | 2020-                 | 2024- (1)                 | 137      | 1    |

Dati aggiornati al 26 dicembre 2024.

### Record di presenze e reti
Di seguito i primatisti di presenze e reti in campionato. Si tiene conto anche degli spareggi e delle gare valide per play-off e play-out.
| Presenze - 235 Giovanni Beretta (1941-1942, 1943-1944 e 1949-1954) - 231 Claudio Ricciarelli (?-?) - 228 Enrico Venturelli (1969-1978) - 216 Giorgio Figaia (1986-1995) - 208 Paolo Corsi (1979-1987) - 201 Marco Taffi (1980-1986) - 195 Pier Luigi Panizza (1975-1979, 1980-1983) - 191 Amerigo Salati (1933-1934, 1935-1936, 1945-1950) - 181 R. Alberti (?-?) - 178 Gian Piero Menconi (1979-1986) | Reti - 59 Marco Cacciatori (1973-1976, 1977-1978, 1983-1985) - 49 Amerigo Salati (1933-1934, 1935-1936, 1945-1950) - 48 Vittorio Ghirlanda (1936-1939, 1948-1950, 1952-1954) - 40 Francesco Tavano (2017-2020) - 36 Massimiliano Benfari (1994-1998) 36 Erasmo Franzoni (1928-1935, 1939-1941) 36 Anco Marcio Vargas (1948-1950) - 35 Saveriano Infantino (2015-2016, 2019-2021) - 34 Giuseppe Battistini (1933-1940) - 32 Franco Dal Maso (1962-1968) 32 Franco Grillone (1940-1942, 1943-1944, 1947-1948, 1952-1955) 32 Antonino Gaeta (2010-2012) |